# Joanis Karjotakis
Joanis Karjotakis (gr. Ιωάννης Καργιωτάκης; ur. 12 maja 1988) – grecki zapaśnik startujący w obu stylach. Zajął dwunaste miejsce na mistrzostwach Europy w 2017. Szesnasty na igrzyskach europejskich w 2019. Piąty na igrzyskach wojskowych w 2019. Brązowy medalista mistrzostw świata wojskowych w 2018. Trzeci na MŚ kadetów w 2005 roku.